# فيتوريا فونتانا
فيتوريا فونتانا (ولدت في 23 يوليو 2000) هي عداءة إيطالية. تنافست في دورة الألعاب الأولمبية الصيفية 2020، في سباق 100 متر. أفضل رقم شخصي في سباق 100 متر حققته كان في زمن 11.33 ثانية في جنيف، سويسرا عام 2021. حصلت على الميدالية الذهبية في بطولة أوروبا تحت 20 عامًا في سباق 100 متر في بوروس عام 2019.

## مسيرته الرياضية
سيرة
بدأ ممارسة ألعاب القوى في ملعب أتليتيكا غالاراتيسي في عام 2014. وفي عام 2018 شارك في بطولة البحر الأبيض المتوسط لألعاب القوى تحت 23 عامًا في جيسولو ، حيث فاز بالميدالية الفضية في سباق التتابع 4 × 100 متر، محققًا أفضل أداء إيطالي جديد في فئة تحت 20 عامًا.
في عام 2019، وصلت أول ألقاب البطولة الإيطالية لفئة الناشئين في سباق 60 مترًا داخل الصالات و 100 متر في الهواء الطلق. في العام نفسه، وفي بطولة أوروبا تحت 20 عامًا في بوراس، فازت باللقب القاري في سباق 100 متر بزمن قدره 11.40 ثانية، وهو أفضل أداء إيطالي جديد في هذه الفئة. وعند عودتها من هذا السباق، اضطرت للتوقف بسبب كسر في عظم الرسغ الأيسر.
بعد تعافيها التدريجي، فازت في عام 2021 بلقب بطلة إيطاليا في سباق 60 مترًا داخل الصالات ، سواء في فئة أقل من 23 عامًا أو على المستوى المطلق. حطم أفضل رقم شخصي له في سباق 100 متر بزمن 11.36 ثانية في توركو، ليفوز بسلسلة لقاءات ألعاب بافو نورمي في الجولة القارية